# Deutsche Straßen-Radmeisterschaften 2017

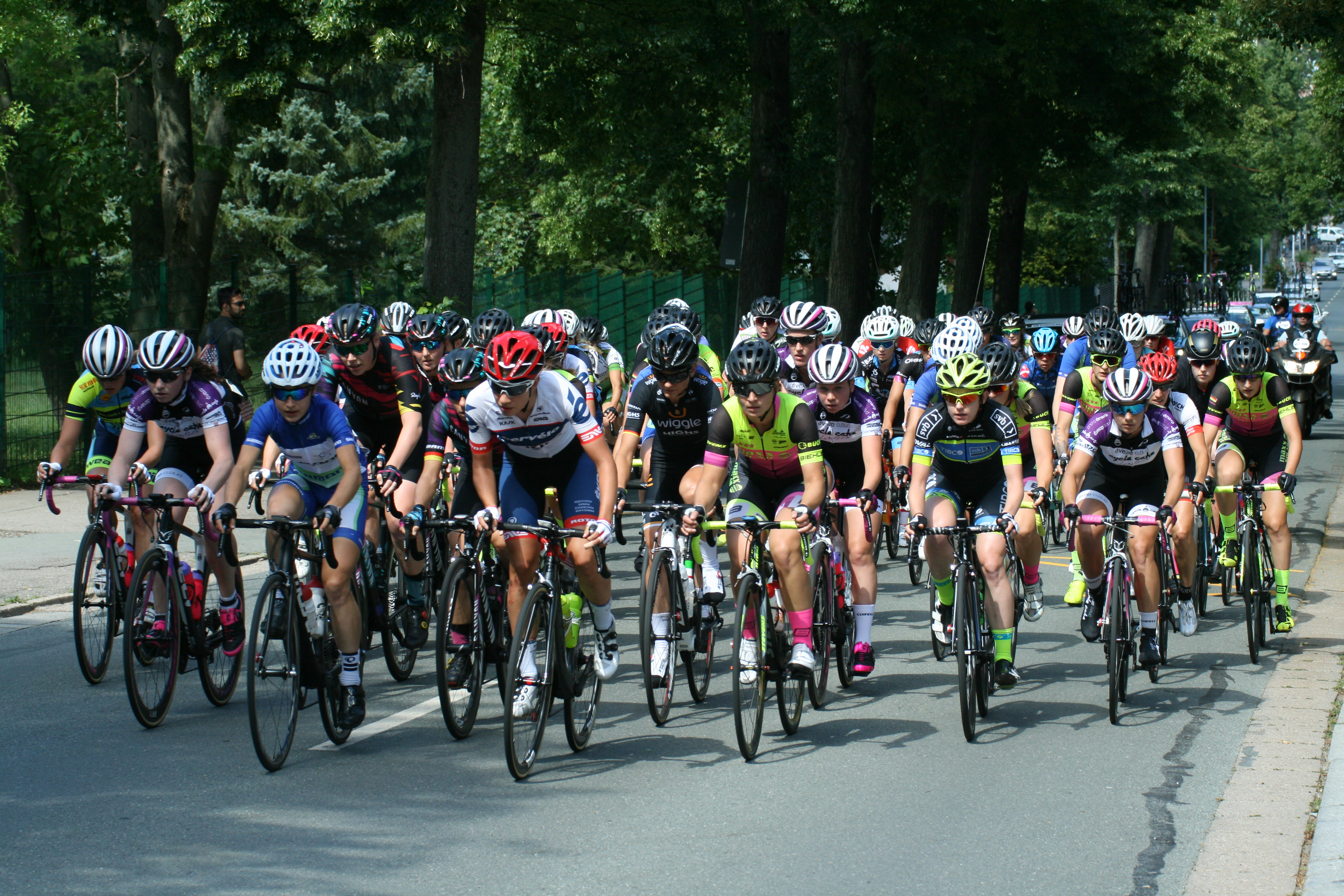
Das Feld der Frauen beim Straßenrennen ca. 4 km nach dem Start

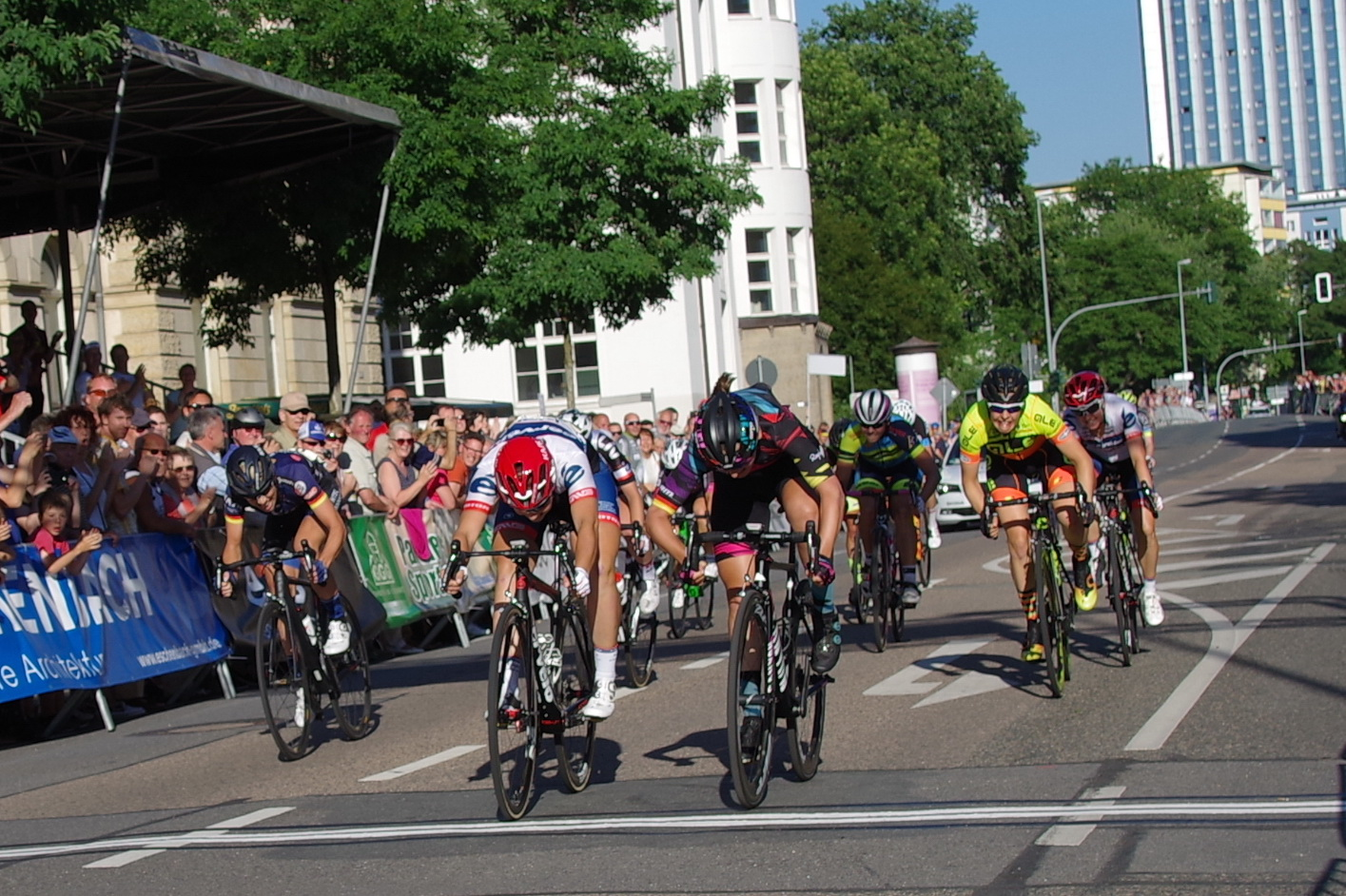
Fotofinish bei den Frauen

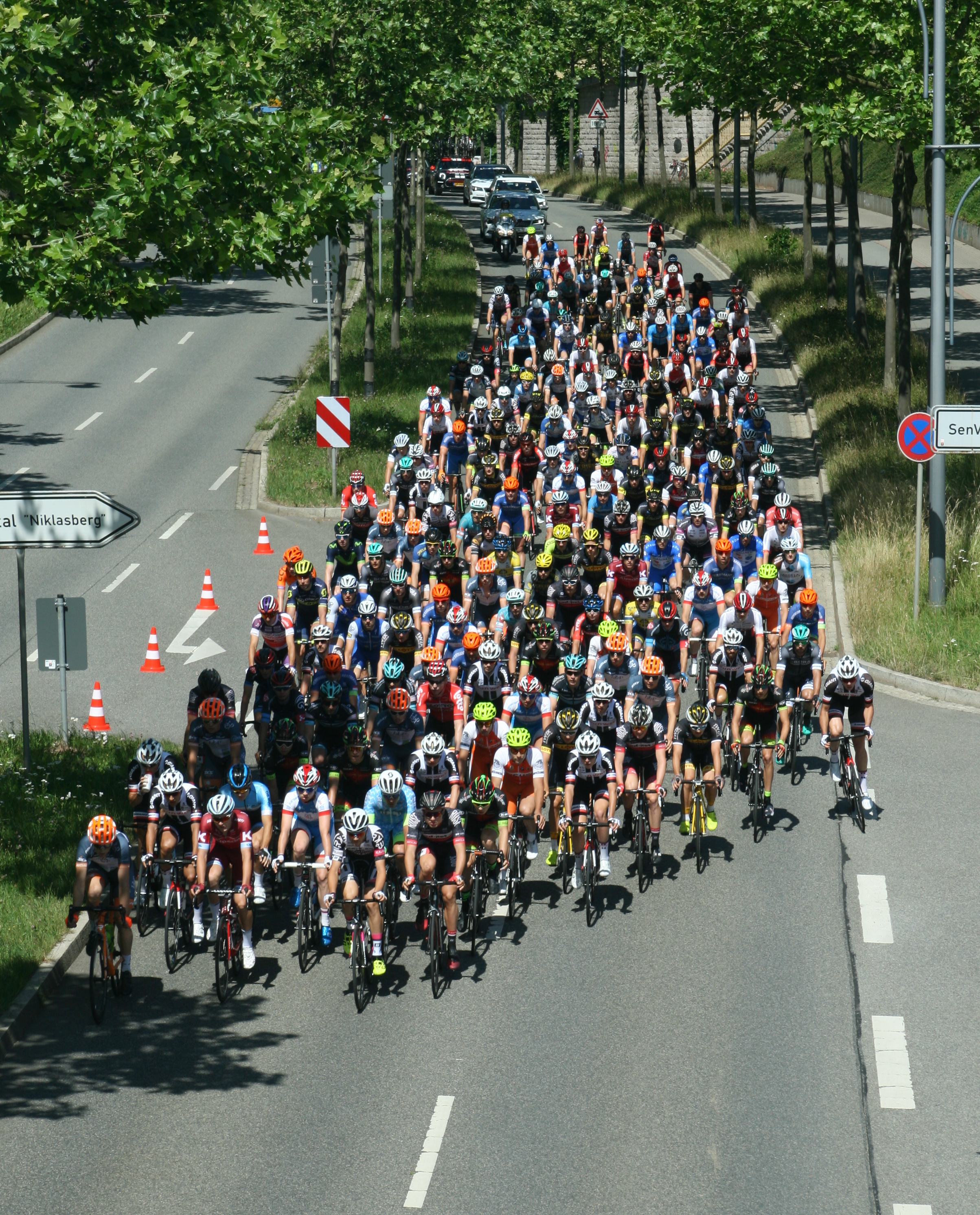
Das Feld der Männer beim Straßenrennen ca. 2 km nach dem Start

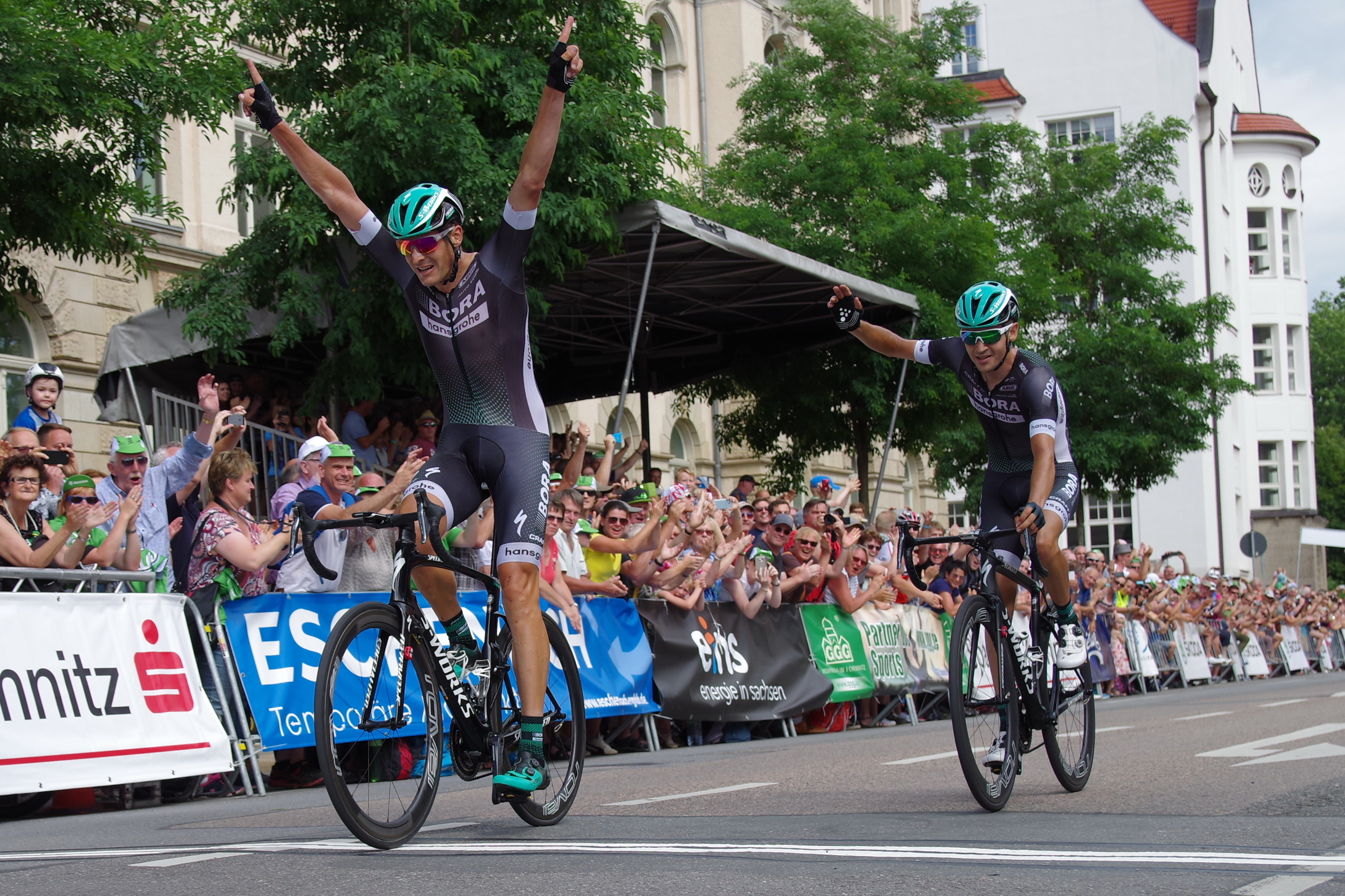
Marcus Burghardt siegt vor Emanuel Buchmann

Die Deutschen Straßen-Radmeisterschaften der Elite 2017 fanden vom 23. bis 25. Juni 2017 im sächsischen Chemnitz statt. Es wurden insgesamt fünf deutsche Meistertitel vergeben.

## Meisterschaften der Elite
Bei der Durchführung der Meisterschaften wurde die Stadt Chemnitz vom Chemnitzer Polizeisportverein, dem Radsportverein Chemnitz und vom Stadtsportbund Chemnitz unterstützt.
Die drei Einzelzeitfahren führten über eine flache, ebene Strecke durch das Chemnitztal. Für die Männer befand sich die Wende in Altmittweida, für die Frauen und die U23-Männer in der Nähe des Museumsbahnhofes Markersdorf-Taura. Das Rennen wurde ebenfalls für die Rad-Bundesliga gewertet. Die Straßenrennen der Frauen und Männer wurden auf einem Rundkurs im Stadtgebiet von Chemnitz entschieden, mit Start und Ziel in der Hartmannstraße. Pro Runde war ein Höhenunterschied von 238 Metern zu überwinden.
Am Samstag, den 24. Juni, fand vor dem Straßenrennen der Frauen eine Jedermann-Fahrradtour, die Sportstadtrunde, statt. Streckensprecher und Moderator der Meisterschaft war Karsten Migels.

## U23
Die Straßenmeisterschaft für Fahrer der U23 fand am 21. Mai 2017 in Dautphe statt. Die Fahrer mussten 20-mal eine 9,4 Kilometer lange Runde absolvieren. Deutscher U23-Meister wurde der Cottbuser Max Kanter. Das Einzelzeitfahren der U23 wurde in Chemnitz ausgetragen.

## Junioren/Jugend
Parallel zu den Meisterschaften der Elite wurden die der Juniorinnen/Junioren und der Jugend in Linden in der Pfalz ausgetragen. Diese Wettbewerbe wurden auch für die Rad-Bundesliga gewertet.

## Zeitplan in Chemnitz
| Datum             | Uhrzeit | Disziplin        | Streckenlänge           | Höhenmeter          | Kategorie               |
| ----------------- | ------- | ---------------- | ----------------------- | ------------------- | ----------------------- |
| Freitag, 23. Juni | 14:00   | Einzelzeitfahren | 31,2 km                 | -                   | Elite Frauen/Männer U23 |
| Freitag, 23. Juni | 17:00   | Einzelzeitfahren | 48 km                   | -                   | Elite Männer            |
| Samstag, 24. Juni | 15:00   | Straßenrennen    | 6 × 19,4 km = 116,4 km  | 6 × 238 m = 1428 m  | Elite Frauen            |
| Sonntag, 25. Juni | 11:00   | Straßenrennen    | 11 × 19,4 km = 213,4 km | 11 × 238 m = 2618 m | Elite Männer            |

## Straßenrennen

### Frauen
| Platz | Athletin         | Zeit       |
| ----- | ---------------- | ---------- |
| 1     | Lisa Klein       | 3:10:59 h  |
| 2     | Lisa Brennauer   | + gl. Zeit |
| 3     | Charlotte Becker | + gl. Zeit |
| 4     | Romy Kasper      | gl. Zeit   |
| 5     | Liane Lippert    | gl. Zeit   |
| 6     | Stephanie Pohl   | gl. Zeit   |
| 7     | Wiebke Rodieck   | gl. Zeit   |
| 8     | Carolin Schiff   | gl. Zeit   |
| 9     | Corinna Lechner  | gl. Zeit   |
| 10    | Christa Riffel   | gl. Zeit   |

Länge: 116,4 km

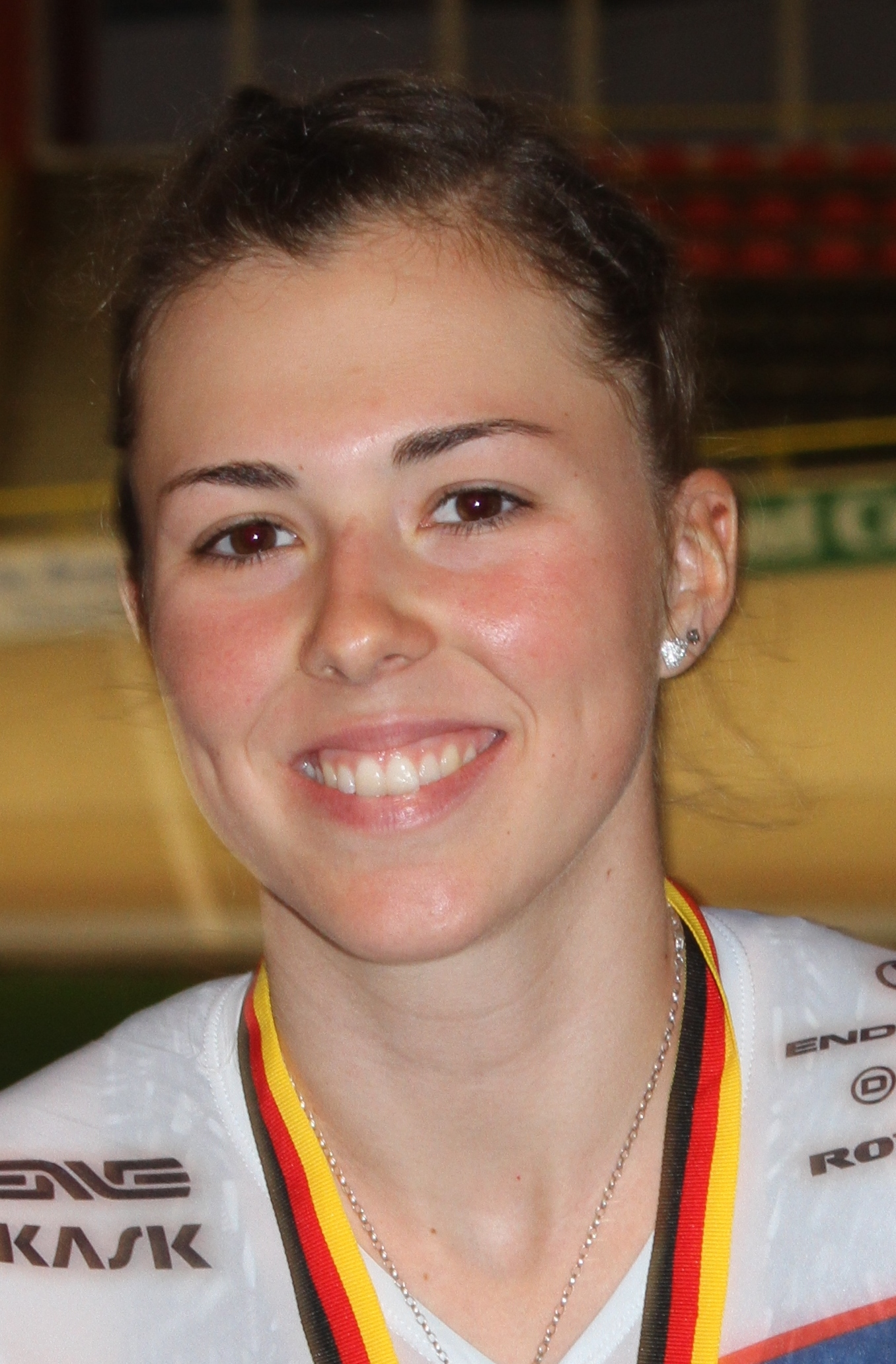
Lisa Klein wurde deutsche Straßenmeisterin.

Start: Samstag, 24. Juni, 15:30 Uhr MESZ

Strecke: Chemnitz–Chemnitz, 6 Runden mal 19,4 km = 116,4 km
Es kamen 41 Athletinnen ins Ziel, 30 Fahrerinnen – darunter die Vorjahressiegerin Mieke Kröger und die Zeitfahrmeisterin Trixi Worrack – gaben das Rennen auf bzw. wurden wegen zu großem Rückstand aus dem Rennen genommen.

### Männer
| Platz | Athlet                | Zeit       |
| ----- | --------------------- | ---------- |
| 1     | Marcus Burghardt      | 4:52:08 h  |
| 2     | Emanuel Buchmann      | gl. Zeit   |
| 3     | John Degenkolb        | + 0:43 min |
| 4     | Nils Politt           | + 0:43 min |
| 5     | Maximilian Schachmann | + 2:11 min |
| 6     | Roger Kluge           | + 2:14 min |
| 7     | Florian Nowak         | + 2:36 min |
| 8     | Raphael Freienstein   | + 2:36 min |
| 9     | Simon Geschke         | + 2:39 min |
| 10    | Georg Zimmermann      | + 3:08 min |

Länge: 213,40 km

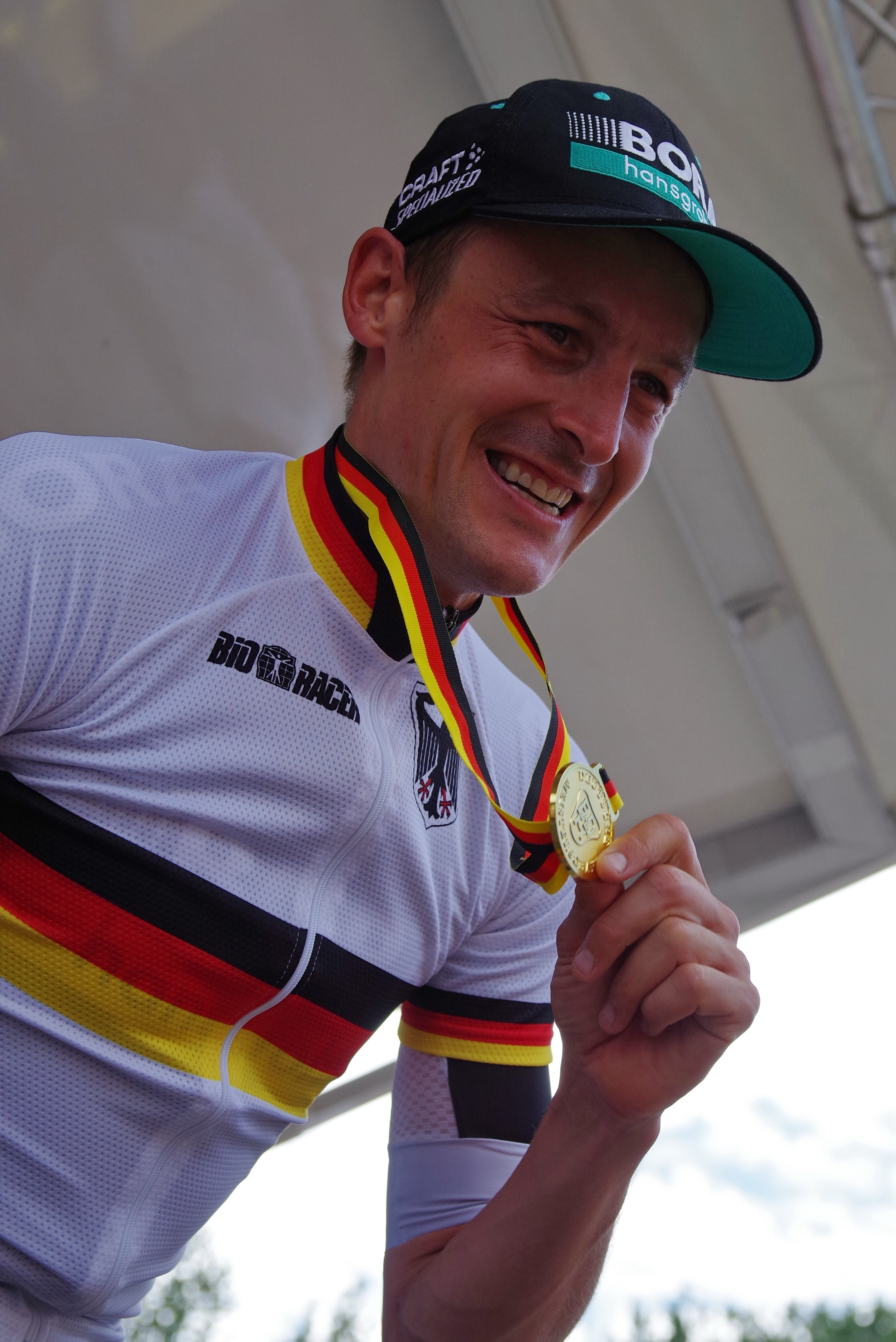
Erstmals deutscher Straßenmeister: Marcus Burghardt

Start: Sonntag, 25. Juni, 11:00 Uhr MESZ

Strecke: Chemnitz–Chemnitz, 11 Runden mal 19,4 km= 213,4

Durchschnittsgeschwindigkeit des Siegers: 43,83 km/h
74 Fahrer kamen ins Ziel.

### Männer U23 (in Dautphe)
| Platz | Athlet            | Zeit (h)   |
| ----- | ----------------- | ---------- |
| 1     | Max Kanter        | 4:33:43    |
| 2     | Simon Laib        | gl. Zeit   |
| 3     | Christian Koch    | gl. Zeit   |
| 4     | Florian Nowak     | gl. Zeit   |
| 5     | Felix Intra       | gl. Zeit   |
| 6     | Jonas Rutsch      | gl. Zeit   |
| 7     | Johannes Adamietz | gl. Zeit   |
| 8     | Patrick Haller    | gl. Zeit   |
| 9     | Moritz Fußnegger  | + 4:05 min |
| 10    | Sven Thurau       | + 4:05 min |

Länge: 188 km

Start: Sonntag, 21. Mai

Strecke: Rundkurs um Dautphe

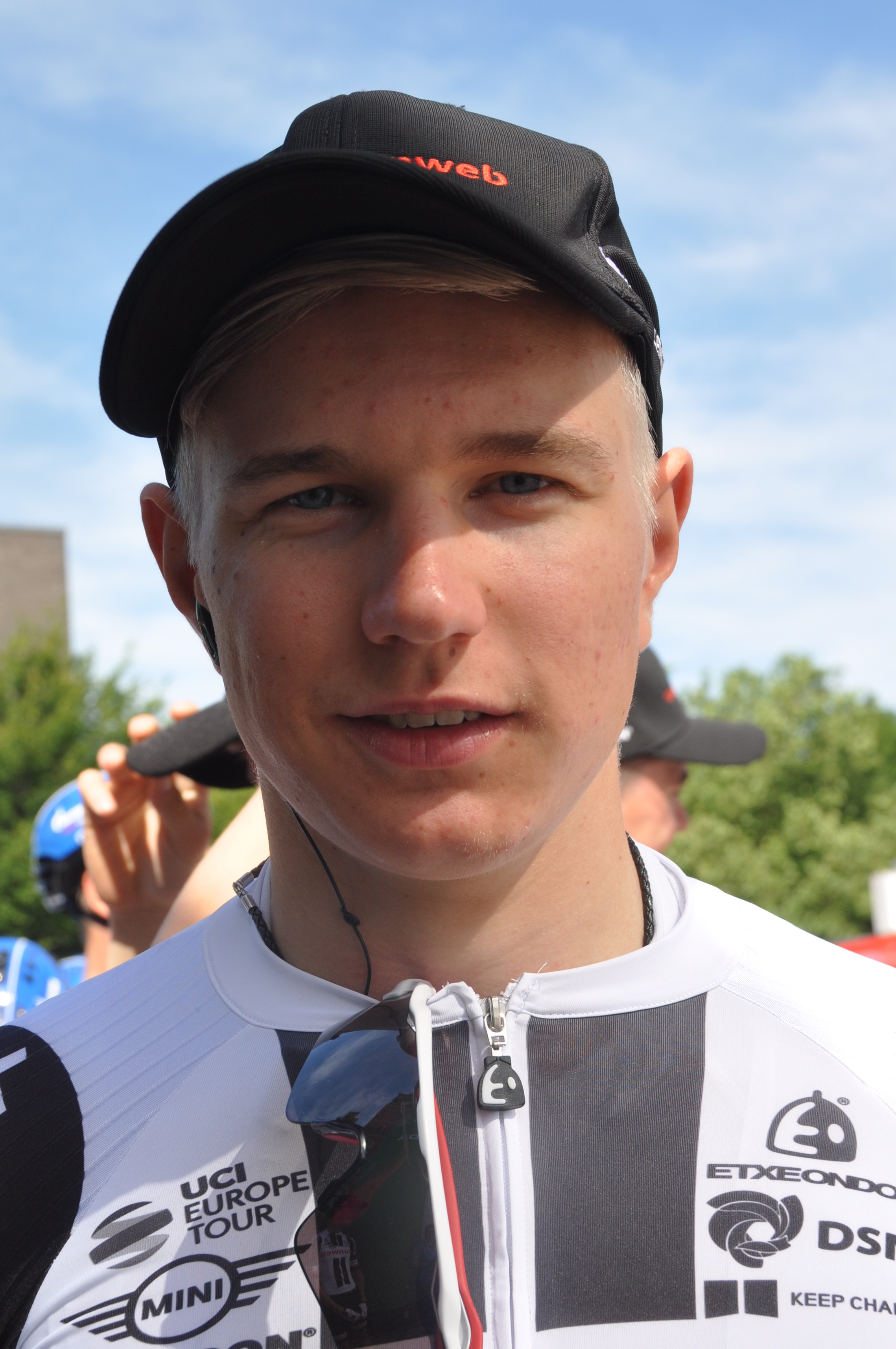
Max Kanter gewann das Meisterschaftsrennen der U23.

Durchschnittsgeschwindigkeit des Siegers: 41,21 km/h
Es starteten 111 Fahrer, von denen 62 ins Ziel kamen.

## Einzelzeitfahren

### Frauen
| Platz | Athletin            | Zeit         |
| ----- | ------------------- | ------------ |
| 1     | Trixi Worrack       | 41:02,14 min |
| 2     | Lisa Brennauer      | + 0:02 min   |
| 3     | Stephanie Pohl      | + 0:12 min   |
| 4     | Lisa Klein          | + 0:25 min   |
| 5     | Mieke Kröger        | + 0:31 min   |
| 6     | Corinna Lechner     | + 0:33 min   |
| 7     | Charlotte Becker    | + 0:56 min   |
| 8     | Claudia Lichtenberg | + 1:59 min   |
| 9     | Liane Lippert       | + 2:29 min   |
| 10    | Romy Kasper         | + 2:30 min   |

Länge: 31,2 km

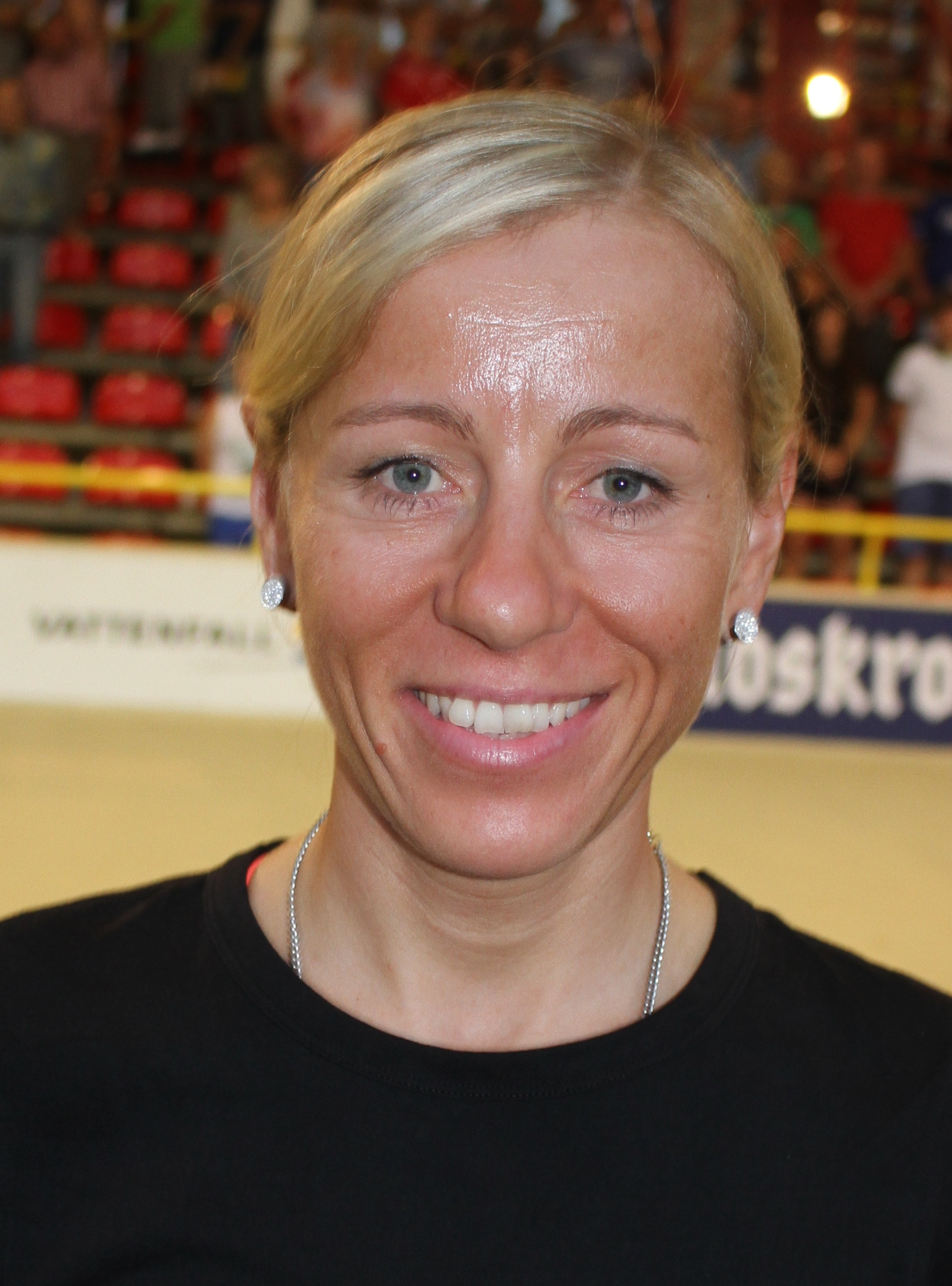
Trixi Worrack errang den Zeitfahrtitel zum dritten Mal.

Start: Freitag, 23. Juni, 14:00 Uhr MESZ

Strecke: Chemnitz-Chemnitz, 1 Runde

Durchschnittsgeschwindigkeit der Siegerin: 45,62 km/h
Es kamen alle 58 Starterinnen ins Ziel.

### Männer
| Platz | Athlet                | Zeit         |
| ----- | --------------------- | ------------ |
| 1     | Tony Martin           | 54:16,49 min |
| 2     | Jasha Sütterlin       | + 00:15 min  |
| 3     | Nils Politt           | + 1:17 min   |
| 4     | Maximilian Schachmann | + 2:10 min   |
| 5     | Daniel Westmattelmann | + 2:49 min   |
| 6     | Marco Mathis          | + 3:12 min   |
| 7     | Lennard Kämna         | + 3:25 min   |
| 8     | Justin Wolf           | + 4:15 min   |
| 9     | Domenic Weinstein     | + 4:17 min   |
| 10    | Ruben Zepuntke        | + 4:02 min   |

Länge: 48 km

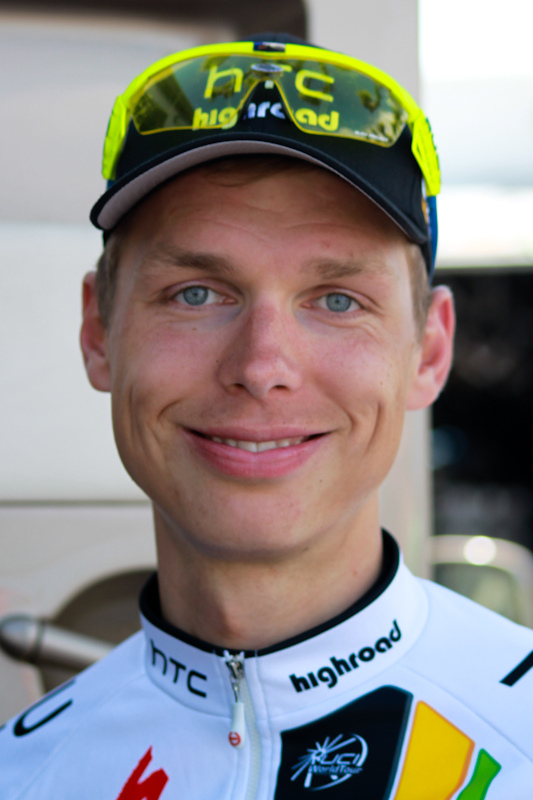
Holte seinen siebten Zeitfahr-Titel: Tony Martin

Start: Freitag, 24. Juni, 17:00 Uhr MESZ

Strecke: Chemnitz–Chemnitz, 1 Runde

Durchschnittsgeschwindigkeit des Siegers: 53,06 km/h
Es kamen alle 24 Starter ins Ziel.

### Männer U23
| Platz | Athlet             | Zeit         |
| ----- | ------------------ | ------------ |
| 1     | Patrick Haller     | 38:24,28 min |
| 2     | Julian Braun       | + 0:16 min   |
| 3     | Manuel Porzner     | + 0:16 min   |
| 4     | Laurin Winter      | + 0:22 min   |
| 5     | Leon Rohde         | + 0:25 min   |
| 6     | Joshua Stritzinger | + 0:28 min   |
| 7     | Jonas Rutsch       | + 0:40 min   |
| 8     | Leon Echtermann    | + 0:44 min   |
| 9     | Robert Kessler     | + 0:46 min   |
| 10    | Felix Groß         | + 0:46 min   |

Länge: 31,2 km

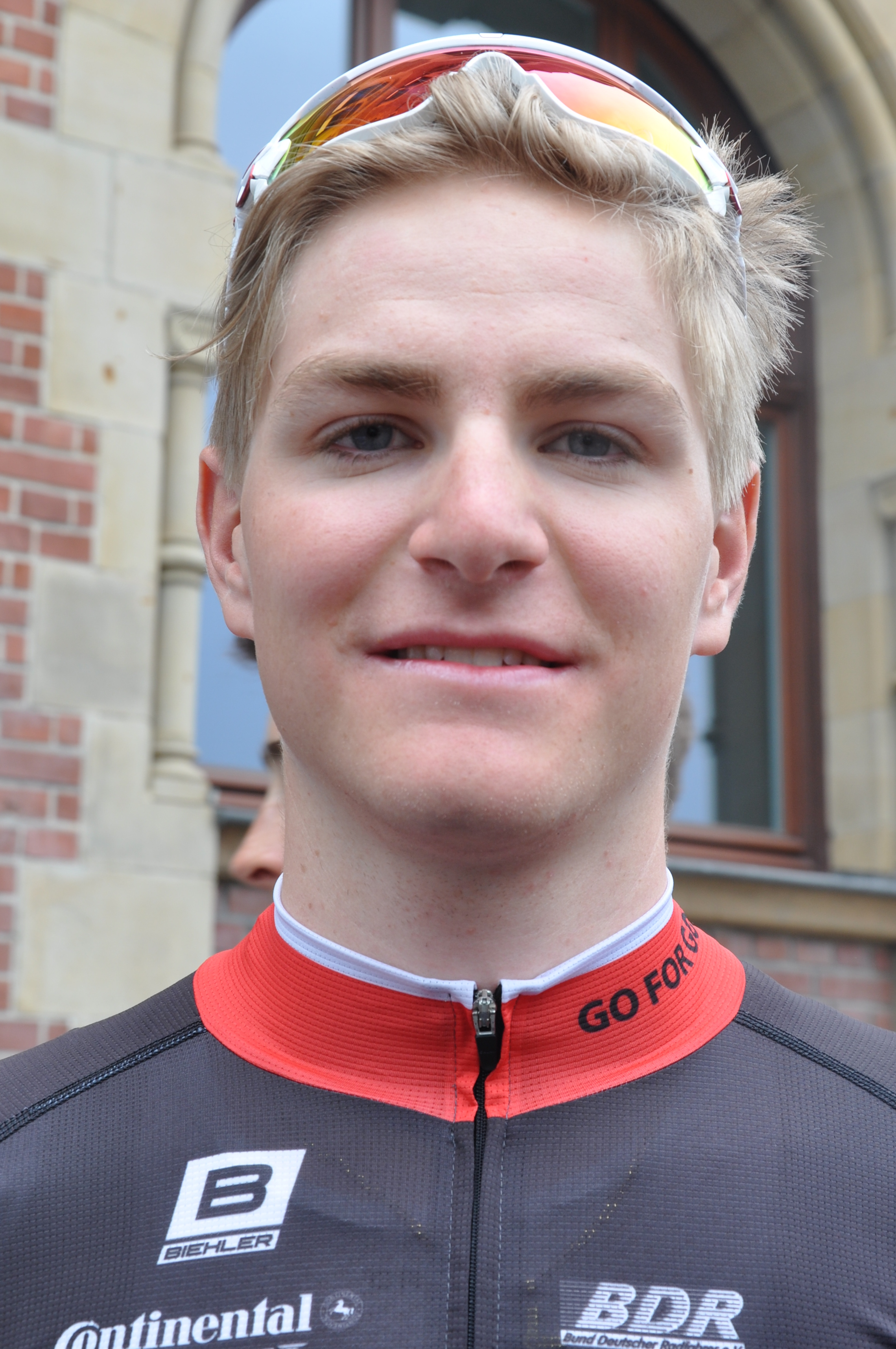
Patrick Haller war der Schnellste im Zeitfahren der U-23.

Start: Freitag, 23. Juni, 14:00 Uhr MESZ

Strecke: Chemnitz–Chemnitz, 1 Runde

Durchschnittsgeschwindigkeit des Siegers: 49,22 km/h
Es kamen 71 Starter ins Ziel.
Nach dem Rennen war zunächst Richard Banusch vom LKT Team Brandenburg zum Meister erklärt worden. Nach erneuten Kontrollen  wurde ein Auswertungsfehler bei der Zeiterfassung gefunden. Die Fahrzeit von Banusch wurde auf 39:14 Minuten korrigiert und ihm der Meistertitel aberkannt.

## Mannschaftszeitfahren (in Genthin)
Die Meisterschaft im Sechser-Mannschaftszeitfahren der Männer (Elite) wurde am 3. September 2017 in Genthin (Sachsen-Anhalt) im Rahmen der Rad-Bundesliga ausgefahren. Sieger wurde das Team Lotto–Kern Haus.
| Platz | Team                 | Athleten | Zeit (h) |
| ----- | -------------------- | --- | -------- |
| 1     | Team Lotto–Kern Haus | Joshua Huppertz, Julian Braun, Raphael Freienstein, Christopher Hatz, Jonas Rutsch, Joshua Stritzinger       | 52:29    |
| 2     | rad-net Rose Team    | Konrad Geßner, Patrick Haller, Jasper Frahm, Leif Lampater, Tobias Nolde, Kersten Thiele,                    | + 13 s   |
| 3     | LKT Team Brandenburg | Robert Kessler, Carl Soballa, Christian Maximilian Koch, Moritz Malcharek, Carlos Ambrosius, Richard Banusch | + 41 s   |

Länge: 50 km

Start: Sonntag, 3. September

Strecke: Genthin–Genthin, 2 Runden